# Kitaj-gorod (stanice metra v Moskvě)
Kitaj-gorod (rusky Китай-город, někdy mylně přeložené jako Čínské město nebo také Čínská čtvrť) je přestupní stanicí mezi Kalužsko-Rižskou a Tagansko-Krasnopresněnskou linkou v Moskvě. Stanice se nachází ve stejnojmenném rajónu v centru města, nedaleko Rudého náměstí. V okolí stanice se ale nikdy čínská čtvrť nenacházela a název etymologicky pochází od tzv. kitů, což byl druh opevnění, připomínající proutěnou hradbu.

## Charakter stanice
Stanice byla vybudována jako podzemní, ražená, přestupní, jedná se o tzv. křížový typ přestupní stanice (existuje východní a západní nástupiště, obě jsou propojená přestupní chodbou, avšak žádné z nich nepatří konkrétní lince; na každou kolej každého z obou dvou nástupišť vedou obě linky zároveň – jedno nástupiště tak slouží pro severní směr, druhé pro jižní. Obě nástupiště jsou založená ve stejné hloubce 29 m). Přestupy vycházejí vždy z prostředku střední lodě nástupiště kolmo k jeho ose, výstupy pak vedou podle osy stanice; celkem jsou dva a každý ústí ve svém vestibulu.
Každé nástupiště má svou přezdívku; to západní se nazývá Kristall (podle bílého mramoru, obkládajícího pilíře stanice a hranatých prvků, použitých nad prostupy) a východní pak Garmoška (česky harmonika), přezdívka vznikla též z vzhledu celé stanice, tady mají harmoniku konkrétně připomínat prostupy společně s nažloutlým mramorem obloženými sloupy.
Stanice byla zprovozněna celá 3. ledna 1970. Původní název byl Ploščaď Nogina, a to podle nedalekého náměstí. Tehdy sloužila jako konečná pro obě trasy (šestou i sedmou); využíváno bylo však pouze východní nástupiště. Současný název Kitaj-gorod se používá až od 5. listopadu 1990. V dnešní době je stanice velmi vytížená; 103 000 lidí denně zde nastoupí a vystoupí a okolo 300 000 přestoupí mezi oběma linkami.

## Kitaj-gorod v kultuře
Ve stanici Kitaj-gorod se odehrává část děje knihy Metro 2033 od Dmitrije Gluchovského.